# Patriocetus
Patriocetus es un género extinto de cetáceo odontoceto descrito a partir de un hallazgo en Europa procedente del Oligoceno. Al primer espécimen hallado en Linz, Austria, se le denominó P. ehrlichi y a un segundo espécimen, consistente en un cráneo casi completo, hallado en 1960 en Kazajistán se le asignó el nombre P. kazakhstanicus.